# Triborough Bridge and Tunnel Authority
El Triborough Bridge and Tunnel Authority, que opera con la marca de "MTA Bridges and Tunnels", es una división de la Autoridad Metropolitana del Transporte, que opera siete puentes de peaje intraestatales y dos túneles en la Ciudad de Nueva York. En términos de tráfico y volumen, es la agencia de puentes y túneles de peaje más grande de los Estados Unidos sirviendo a más de dos millones de personas al día y generando más de 900 millones de dólares en ingresos de peajes.
Los siete puentes son:
- Puente Robert F. Kennedy, comúnmente conocido como el Triborough Bridge, conectando tres de los cinco boroughs de Nueva York: Manhattan, el Bronx y Queens - instalación insignia
- Puente Bronx-Whitestone (el Bronx y Queens)
- Puente Verrazano Narrows (Brooklyn y Staten Island)
- Puente Throgs Neck (el Bronx y Queens)
- Puente Henry Hudson (Manhattan y el Bronx)
- Puente Marine Parkway-Gil Hodges Memorial (Brooklyn y Queens—Rockaway península)
- Puente Cross Bay Veterans Memorial (Queens—Broad Channel y Rockaway península)

Los dos túneles son:
- Túnel Brooklyn-Battery (Brooklyn y Manhattan)
- Túnel Queens Midtown (Queens y Manhattan).[2]

El nombre Triborough Bridge and Tunnel es aún el nombre legal de la Autoridad y fue usado entre 1946 y 1994.